# 广西羽叶楸
广西羽叶楸（学名：Stereospermum colais var. puberula）为紫葳科羽叶楸属下的一个变种。

## 扩展阅读
- 維基物種上的相關：广西羽叶楸